# Raymattja Marika
Raymattja Gandjalala Marika (Australia, c. 1959-Yirrkala, Australia, 11 de mayo de 2008), también conocida como Gunutjpitt Gunuwanga, fue una aborigen australiana de la tribu yolngu, destacada como líder, activista, académica, educadora, traductora, lingüista y mujer de familia.

## Biografía
Fue directora de Reconciliation Australia y miembro del Australian Institute of Aboriginal and Torres Strait Islander Studies. También fue directora de la Yothu Yindi Foundation y participante en la Cumbre Australiana 2020 en abril de 2008. Marika fue una adelantada de los derechos de los aborígenes australianos y luchó por el acercamiento con la cultura occidental.